# Christian Schmidt (Fußballspieler, 2002)
Christian Schmidt (* 7. Februar 2002 in Bad Friedrichshall) ist ein deutscher Fußballspieler, der zuletzt beim SSV Jahn Regensburg unter Vertrag stand.

## Karriere
Christian Schmidt begann seine Karriere in der Jugendabteilung des VfB Stuttgart. Mit 14 Jahren wechselte er zum SV Sandhausen, wo er bis zur U19 alle Jugendmannschaften durchlief und 2021 schließlich zum SSV Jahn Regensburg wechselte, wo er zunächst in der zweiten Mannschaft in der Bayernliga zum Einsatz kam. Im Sommer 2023 unterschrieb er beim Jahn dann seinen ersten Profivertrag. In der 3. Liga stand er bereits mehrfach im Kader und debütierte am 24. Spieltag der Saison 2023/24 im Spiel gegen den MSV Duisburg.  Die Mannschaft beendete die Saison auf Rang drei und sicherte sich in der Relegation den Aufstieg in die 2. Bundesliga, Schmidt jedoch zog sich im Juli 2024 eine schwere Kreuzband- und Meniskusverletzung zu und fällt deshalb mehrere Monate aus. Im Sommer 2025 verließ er Jahn Regensburg.